# 伊東聖鎬
伊東 聖鎬（いとう せいこう、1947年 -）は京都出身の社会人生研究者にして生-システム研究者。
全国放浪の旅の後、25歳の時、知恵遅れの姪に対して「自分は何ができるのか、何か役に立ちたい」という思いから東京に戻り、翌年治療の世界に入る。働いて学費を稼ぎながら鍼灸学校で学ぶ。リンパマッサージと玄米菜食について学んだ後、さらにカイロプラクティックを学ぶ。そこで米国のジョージ・グッドハートの開発した応用キネシオロジー（アプライド・キネシオロジー）に触れる。現在セラピーとしてのキネシオロジーで広く使われる筋肉反射テストという用語は伊東の造語「筋肉反射検査法」に由来している。伊東本人の説明によれば、元来キネシオロジーの筋肉テストでは、筋肉の強弱を利用していたが、この方法では使用する筋肉の疲労のために数多くの検査を行うことができずに困っていた。そこで代わりに一定の条件で筋肉の強度が失われるという「反射」現象を利用することで、筋力をほとんど使わずに、高速、高頻度で検査が行えるようになったという。
1989年にはビートたけしのスーパージョッキーにテレビ出演して、顎関節症の治療などを実演した。
現在では、筋肉反射検査法をさらに進化させたとする、脳反射検査法（一般向けには「読脳法」という呼称を用いている）を主に用いている。
通常の西洋医学では改善の難しい難病や難治症状を抱えた患者たちや家族、また歯科医や治療家に対して、読脳法によって、その人だけのための治療法を導き出して原因を除去するための処置を行う方法をセミナーで公開伝授しており、YouTubeを通じてその模様の動画を多数公開することで、読脳法の有効性を訴えている。その治療体系は全くユニークなもので西洋医学の通念とは相容れないものが多いが、はじめは見たものを受け入れられなかった臨床歯科医も時間をかけて納得する例が多いと自著で紹介している。医師や歯科医など医療者に対しては、患者個人のための療法の重要性を説き（その人研究-その人療法）、患者側に対しては自らの症状を自ら研究して治療を行うことを指導している（あなた研究-あなた療法）。

## 著書

### 教科書・専門書
- 治療医学研究所学術部、1983年、『治療家のための筋力応用治療学〈基礎編〉―アプライドキネシオロジー』、エンタプライズ社
- 伊東聖鎬、1983年、『治療家のためのソフト・ドロップ矯正法』、エンタプライズ社
- 伊東聖鎬、1985年、『治療家のための触診可動検査・ソフト徒手矯正法』、C.K. 学会学術出版部
- 伊東聖鎬、1987年、『筋肉反射応用治療学』、CK学会学術出版部
- 伊東聖鎬、2007年、『重心バランス軸調整療法1 姿勢と重心バランス軸』、CW出版〈重心バランスシステムシリーズ〉
- 伊東聖鎬、2017年、『支持骨システム回復療法』、CW出版〈重心バランスシステムシリーズ〉

### 一般書
- 伊東聖鎬、1986年、『筋肉はあなたのすべてを知っている』、エンタプライズ社 ISBN 978-4782520154
- 伊東聖鎬、1990年、『“気オロジー”とワンショット療法―気の応用学とソフト刺激療法』、エンタプライズ社 ISBN 978-4782520390
- 伊東聖鎬、2008年、『脳の情報を読む方法―筋肉はあなたのすべてを知っている』改訂版、CW出版 ISBN 978-4907833022
- 伊東聖鎬、2008年、『肩こり・ひざ痛・腰痛・歯の痛み 自分でやってスッキリ解消!』、知道出版〈あなた研究―自分研究マンガ版・自分で治すシリーズ〉 ISBN 978-4886641908
- 伊東聖鎬、2009年、『その人研究ー原因除去療法―求められる医療 納得いく医療納得いく人生をめざして』初版、CW出版〈その人研究ーその人療法〉
- 伊東聖鎬、2009年、『歯・顎・舌・口の中のトラブル 原因を知れば自分でも治せる!』、知道出版〈あなた研究―自分研究マンガ版・自分で治すシリーズ〉 ISBN 978-4886642103
- 伊東聖鎬、2010年、『その人研究ー原因除去療法―求められる医療 納得いく医療納得いく人生をめざして』改訂版、CW出版〈その人研究ーその人療法〉 ISBN 978-4907833046
- 伊東聖鎬、2010年、『顎関節症・口の中の痛み 人にまかせず自分で良くする!―どこに行っても良くならない』、知道出版〈あなた研究―自分研究マンガ版・自分で治すシリーズ〉 ISBN 978-4886642202
- 伊東聖鎬、2010年、『重心の浮き・沈み 宇宙と地球とあなたの不思議な関係 1 精神的、肉体的な変調の原因に迫る！』、CW出版〈自分を知るシリーズ〉
- 伊東聖鎬、 栗原雅代、狗巻美穂（作画）、佐々木ゆき（作画）、2010年、『主婦のあなたもスペシャルセラピストに』、CW出版〈あなたもスペシャルセラピストシリーズ：ダイジェスト版〉
- 伊東聖鎬、 栗原雅代、市木千絵（シナリオ）、 平澤南（作画）、2010年、『ママのあなたもスペシャルセラピストに』、CW出版〈あなたもスペシャルセラピストシリーズ：ベーシック編〉
- 伊東聖鎬、栗原雅代（シナリオ）、 小澤美良衣（作画）、 ami（作画）、2010年、『60代・70代・80代のあなたもスペシャルセラピストに』、CW出版〈あなたもスペシャルセラピストシリーズ：ベーシック編〉
- 伊東聖鎬、2010年、『行き詰まった歯科を打開する : 口腔・歯牙は全身の症状を知らせるセンサーであり治療ポイントになっている』、CW出版〈歯科の領域を広げるシリーズ〉
- 伊東聖鎬、2011年、『体内警報を知って自分で治す!―要注意!脳梗塞 心筋梗塞』、知道出版〈あなた研究―自分研究マンガ版・自分で治すシリーズ〉 ISBN 978-4886642219
- 伊東聖鎬、2014年、『自分で治せる!  - 歯医者で良くならない症状の原因は歯にない : 「非患部原性」疾患「非歯原性」歯科疾患』、知道出版 ISBN 978-4886642578
- 伊東聖鎬、2015年、『赤ちゃんは１００％で生まれてきた』、CW出版
- 伊東聖鎬、2016年、『赤ちゃんは無条件の愛と幸せをもって生まれてきた』、CW出版
- 伊東聖鎬、2016年、『ヘアカットセラピー』、CW出版

### 関連書籍
- NPO法人自分文化－安住村、2015年、『現代医学・現代医療で良くならない病気・症状はどうしたらいいのか！』、CW出版
- 山下ルミコ、[no date]、『歩み人 伊東聖鎬』、CW出版